# Groeve Henisdaal
Groeve Henisdaal, ook geschreven als Hinnisdaal of Hinnisdael, is een naam die verbonden is aan een stelsel ondergrondse mergelgroeven die gelegen zijn ten zuidoosten van Vechmaal en Sint-Pieters-Heurne, een honderdtal meter ten noorden van de taalgrens. Het gaat om groeves met een 8-tal ingangen gelegen aan een grote hoefijzervormige depressie in landschap.
De naam Henisdaal is afkomstig van een voormalig riddergoed, eigendom van het gelijknamig adellijk geslacht, dat tot in de Middeleeuwen een burcht had op de plaats van de huidige groeven.
In de ondergrondse groeven werd kalksteen ontgonnen als bouwsteen en bodemverbeteraar. Het bestaan van de groeven werd al vermeld in 1303. Mogelijk was er al exploitatie in de Romeinse tijd. Het mergel ligt hier dicht bij de oppervlakte. Oorspronkelijk werd mergel ontgonnen in kuilen en pas in een later stadium werden horizontale gangen uitgehouwen.
De groeven van Henisdaal zijn gelijkaardig aan de "mergelgrotten" van de Sint-Pietersberg en de Belgische ondergrondse groeven in Zichen, Zussen en Kanne in Riemst en in Lanaye en Bassenge. Anders dan deze groeven in het Jekerdal en het stroomgebied van de Maas zijn de groeven in Vechmaal de enige (gekende) Vlaamse mergelgroeven in het Scheldebekken.
De mergelgrotten van Henisdaal omvatten acht verschillende gangenstelsels met een totale oppervlakte van ongeveer 4 ha. Enkele ingangen zijn ingestort. De ingang van de Waterkuil (Hinnisdael VII) ligt bij een wandelroute alsook die van Hinnisdael VIII waarvan niet veel meer te zien is omdat die volgestort is met afval en ook Vuilkuil wordt genoemd. Beide liggen op gemeente-eigendom. De andere ingangen liggen op ontoegankelijk privéterrein.
In Henisdaal werden mergelstenen, silex en tauw ontgonnen om te bouwen. Bouwstenen uit Hinnisdael werden gebruikt in de streek tussen Tongeren en Sint-Truiden, onder meer voor de kerken van Borgloon, Heers, Hoeselt, Wellen en Zepperen. Het hoogtepunt van de bouwsteenexploitatie lag in de 15-16de eeuw en bleef bestaan tot omstreeks 1835. Er werd ook mergel ontgonnen voor de kalkbemesting van akkers. Uit groeve Waterkuil werd enkel mergel voor bemesting gehaald. Die groeve heeft geen gezaagde rechte wanden maar enkel boogvormige gangen.
Vanaf ongeveer 1930 werden de gangenstelsels gebruikt voor de champignonteelt. In het veld boven de groeven zijn nog verluchtingskokers te zien, aangebracht voor de verluchting en afvoer van de vergistingsgassen van het gebruikte compost. De Roosburgramp, een instorting van een ondergrondse champignonkwekerij in Zichen in 1958, waarbij 18 slachtoffers vielen, betekende ook het einde van de champignonteelt in de grotten van Henisdaal.

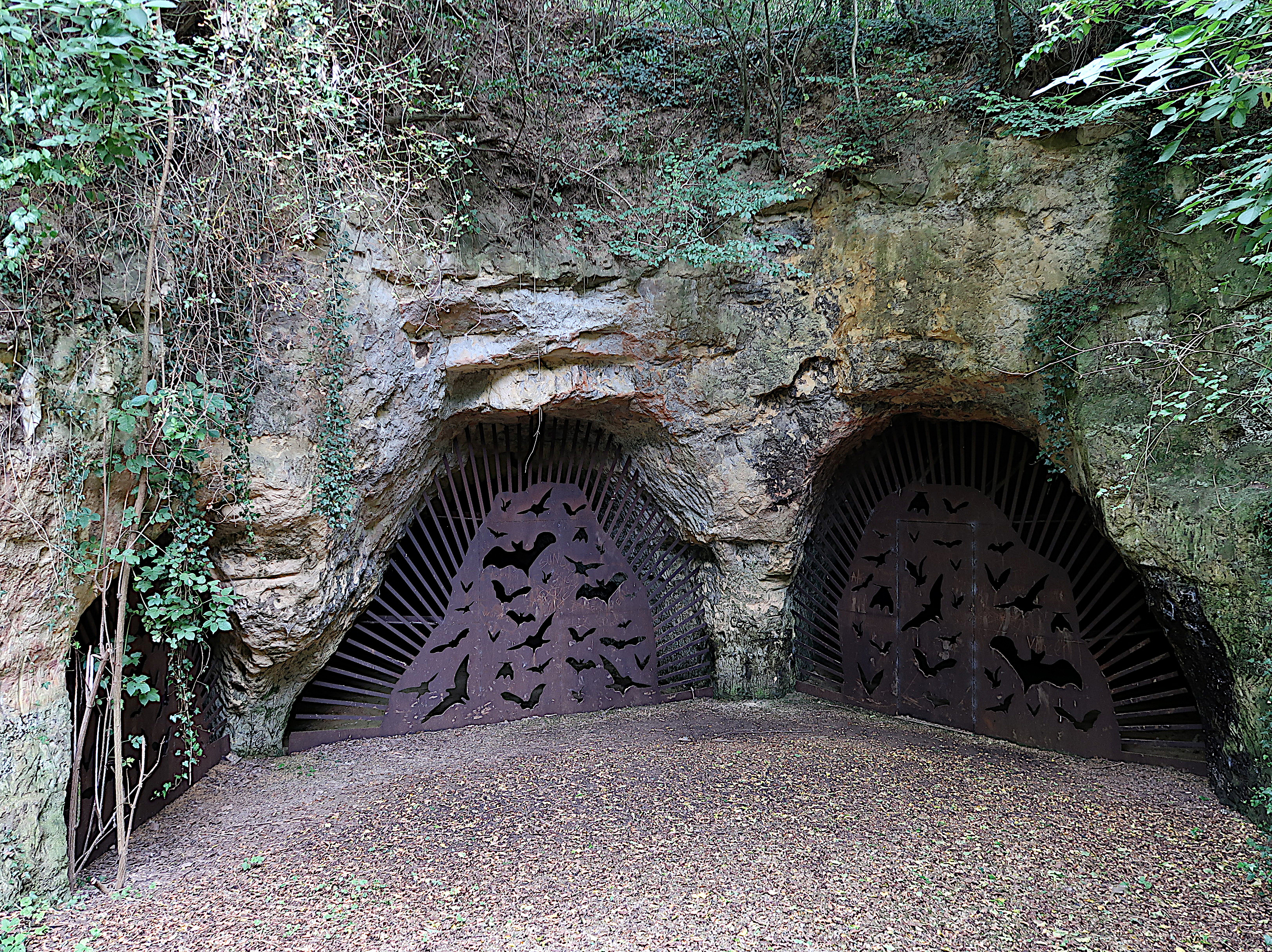
Waterkuil (Hinnisdael VII)
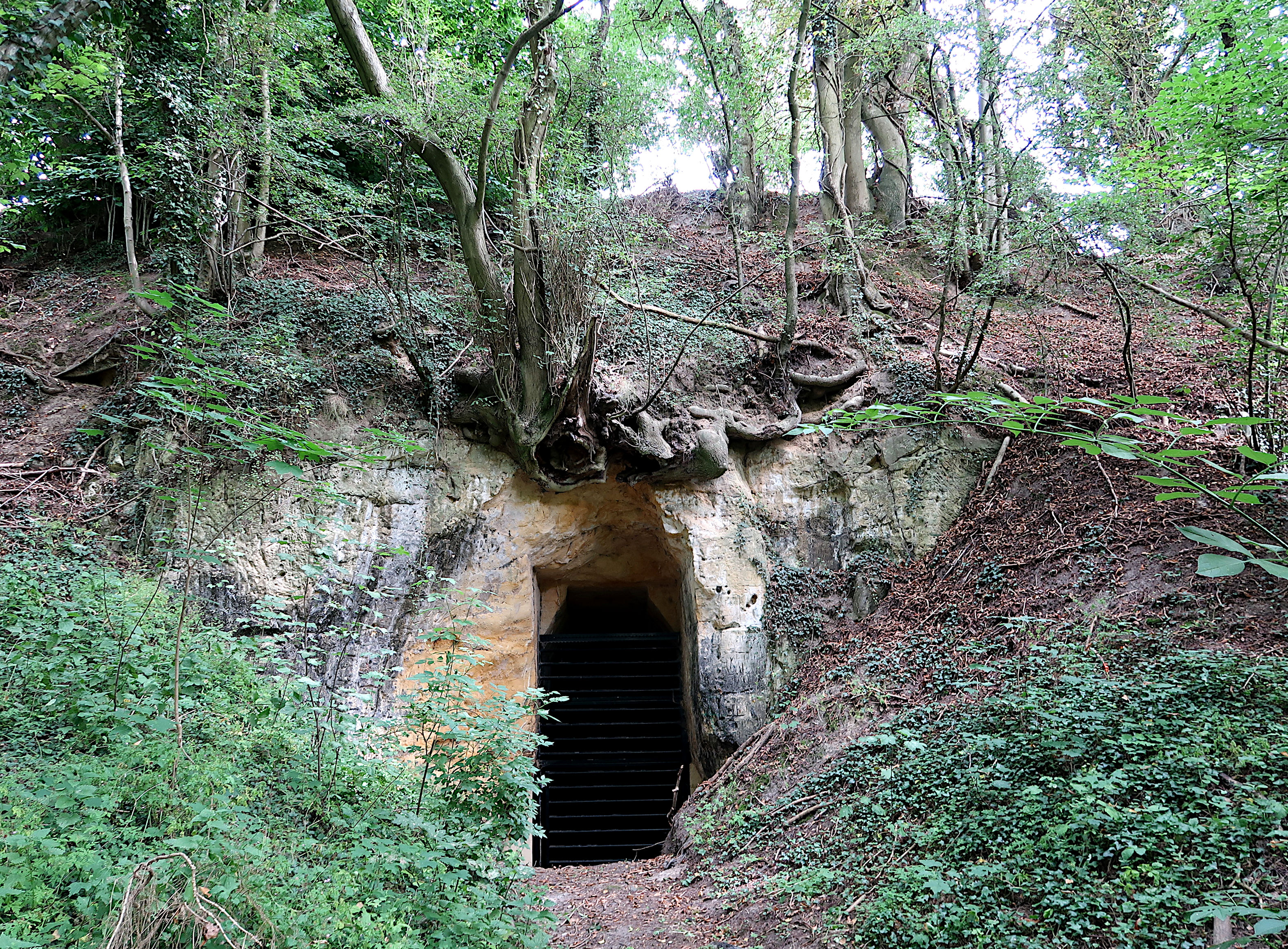
Hussenkuil (Hinnisdael V)
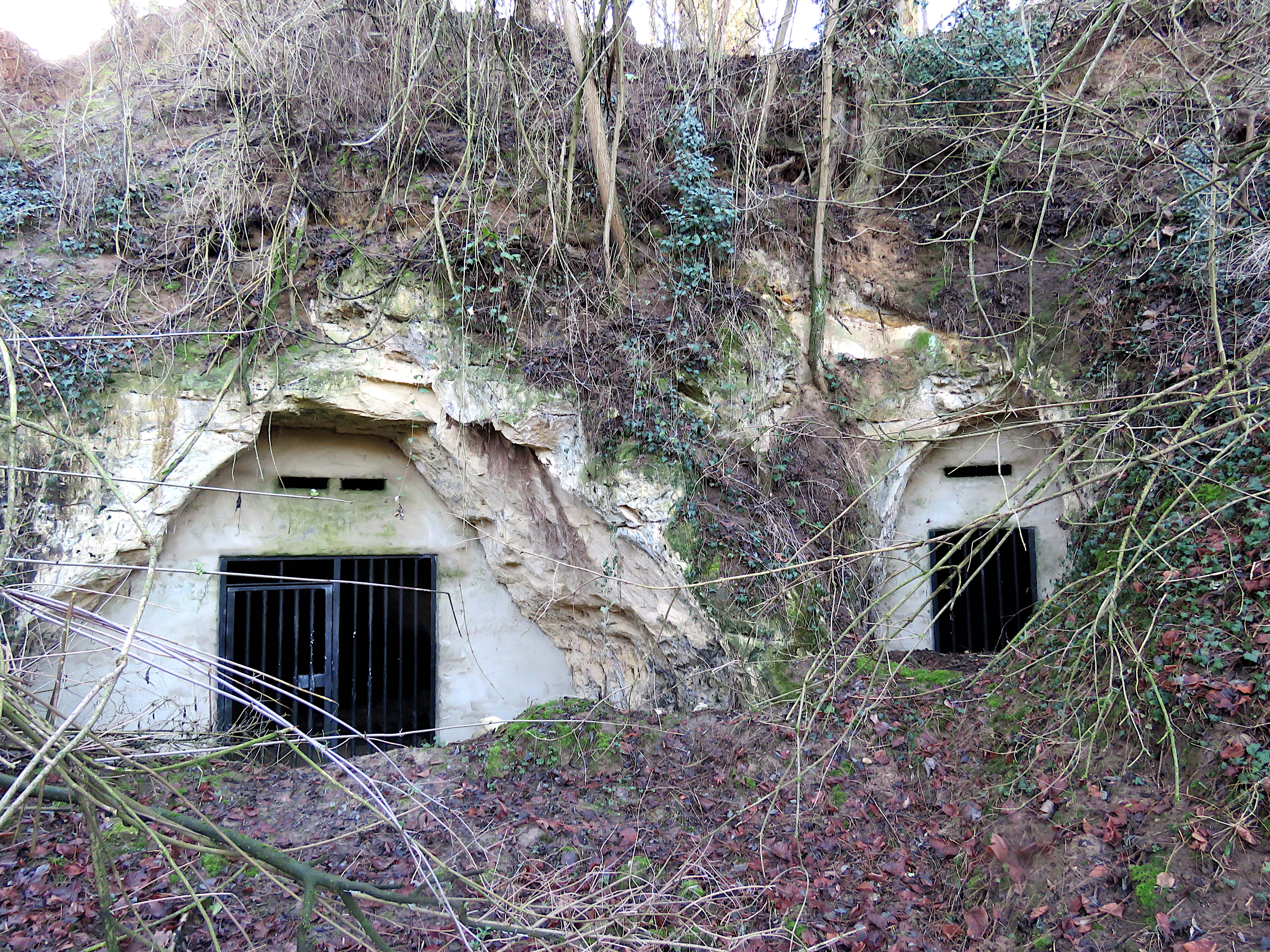
Grote Kuil (Hinnisdael I)
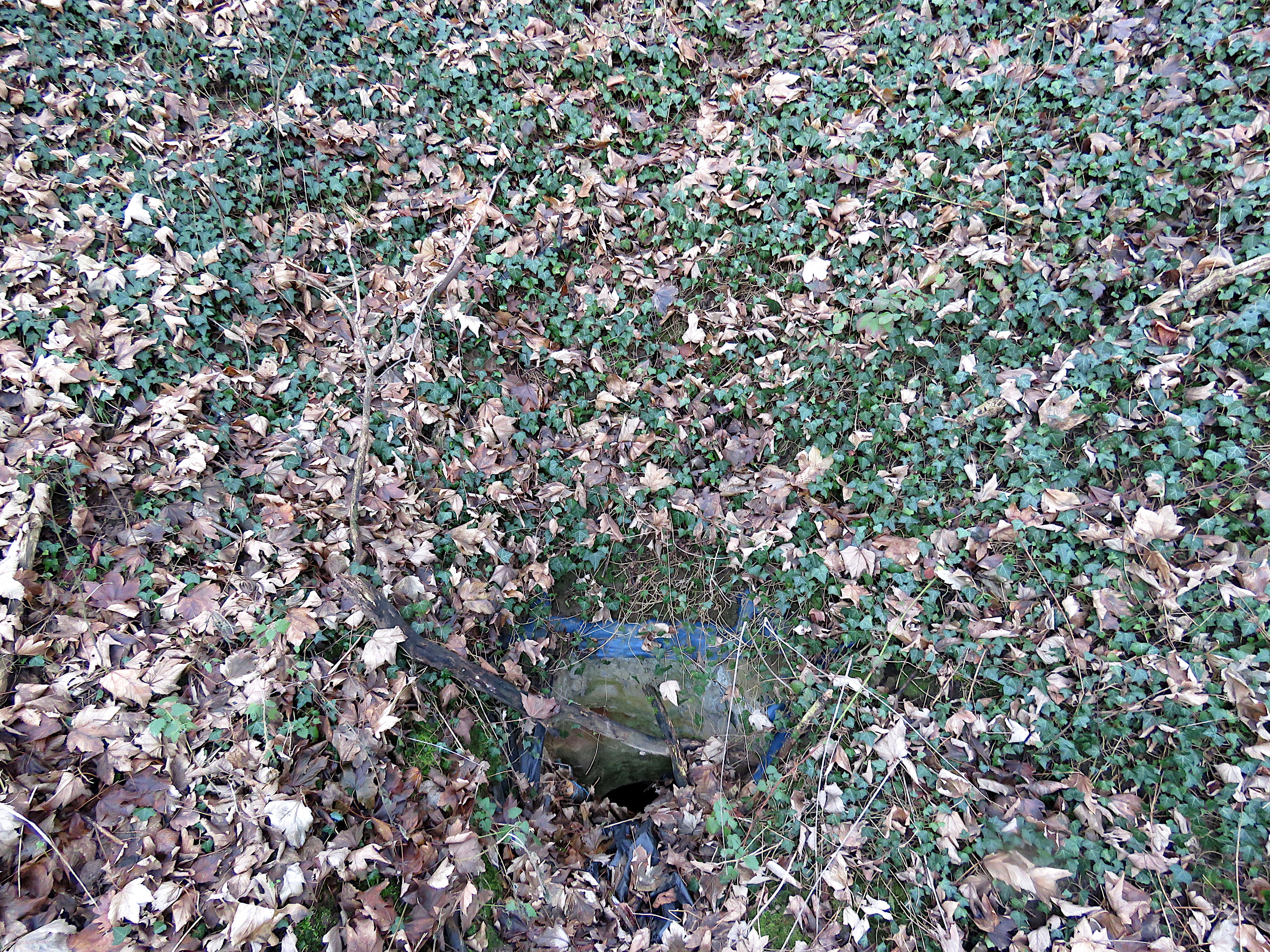
Dichtgeslibte en volgestorte ingang van de Walenkuil (Hinnisdael III)

## Natuurgebied
Tegenwoordig vormt de gangenstelsel een verblijf- en winterslaapplaats voor vleermuizen, zoals dwarsoorvleermuis, grootoorvleermuis en baardvleermuis. Dit, en bovendien het bovengrondse landschap met een merkwaardige kalkflora, maakte dat dit gebied als natuurgebied wordt beschermd. Ook geologisch is dit gebied interessant: Er werden tal van fossielen gevonden.